# 国鉄タム7700形貨車
国鉄タム7700形貨車（こくてつタム7700がたかしゃ）は、かつて日本国有鉄道（国鉄）及び1987年（昭和62年）4月の国鉄分割民営化後は日本貨物鉄道（JR貨物）に在籍した私有貨車（タンク車）である。
本形式と同一の専用種別であるタサ6100形、タキ6800形、タキ24600形についても本項目で解説する。

## タム7700形
本形式は、塩化メチレン専用の15 t積二軸貨車である。
1960年（昭和35年）から1965年（昭和40年）にかけて4ロット4両が、三菱重工業、富士重工業、日立製作所において新製された。製造の状況は次のとおりである。所有者は、信越化学工業（常備駅は黒井駅）であった。
- 1960年（昭和35年）12月28日製造（1両）
  - 三菱重工業 タム7700
- 1962年（昭和37年）2月10日製造（1両）
  - 富士重工業 タム7701
- 1963年（昭和38年）11月6日製造（1両）
  - 富士重工業 タム7702
- 1965年（昭和40年）4月16日製造（1両）
  - 日立製作所 タム7703

1979年（昭和54年）10月に制定された化成品分類番号では、96（有害性物質、毒性のあるもの）が標記された。
1977年（昭和52年）11月4日にタム7703が廃車となり、1987年（昭和62年）4月の国鉄分割民営化時には3両がJR貨物に継承されたが、1996年（平成8年）12月に残りの全車が廃車となり同時に形式消滅となった。
タンク体材質は積荷の純度保持のためステンレス鋼製で、ドーム付きの直胴タイプである。保冷のため、タム7700は厚さ50 mmのグラスウール断熱材、タム7701以降はスチレン断熱材に薄鋼板製のキセ（外板）が設置されている。また、タム7701以降はタンク内の残液による腐食を防止するため、洗浄装置が設けられている。塗色は、黒。荷役方式は全車ともドーム頂部に設けられた液入管からの上入れ、吐出管による下出し方式である。ドーム頂部の配管、弁装置は円筒形の鋼製カバーに覆われている。タンク体上部には荷卸し時にタンク内部へ流入する空気の除湿のため、吸湿装置が設けられている。
下回りは、タム7700が長さ7,700 mm、タム7701以降は長さ7,200 mmの平台枠で、走り装置は二段リンク式（最高最転速度75 km/h、車軸は12 t長軸であった。全長は8,500 mm、全幅は2,468 mm、全高は3,495 mm、軸距はタム7700が4,500 mm、タム7701以降が4,200 mm、自重は11.1 - 11.7 t、換算両数は積車2.6、空車1.2である。

## タサ6100形
タサ6100形は1970年（昭和45年）2月28日から1974年（昭和49年）5月21日にかけて日立製作所、富士重工業の2社にて3ロット4両が製作された塩化メチレン専用20 t 積タンク車である。
記号番号表記は特殊標記符号「コ」（全長 12 m 以下）を前置し「コタサ」と標記する。
信越化学工業が所有し黒井駅を常備駅として運用された。
タンク体材質は積荷の純度保持のためステンレス鋼製で、ドーム無しの直胴タイプである。保冷のための断熱方法は厚さ75 mmのウレタン方式（コタサ6100 - コタサ6102）、厚さ100 mmのグラスウール方式（キセ（外板）付き、コタサ6103）の2種類有った。タンク体上部には荷卸し時にタンク内部へ流入する空気の除湿のため、吸湿装置が設けられている。
荷役方式はタンク上部に設けられた液入管からの上入れ、吐出管による下出し方式である。
1979年（昭和54年）10月に制定された化成品分類番号では、96（有害性物質、毒性のあるもの）が標記された。
全長は10,300 mm、全幅は2,388 mm、全高は3,486 mm、台車中心間距離は6,200 mm、自重は15.2 t、換算両数は積車3.5、空車1.6である。台車はベッテンドルフ式のTR41C（コタサ6100 - コタサ6102）、TR41E-4（コタサ6103）であった。
1987年（昭和62年）4月の国鉄分割民営化時には全車がJR貨物に継承され、1995年（平成7年）度末時点では全車健在であったが、1996年（平成8年）12月に全車一斉に廃車となり同時に形式消滅となった。

### 年度別製造数
各年度による製造会社と両数、所有者は次のとおりである。
- 昭和45年度 - 2両
  - 日立製作所 2両 信越化学工業（コタサ6100・コタサ6101）
- 昭和47年度 - 1両
  - 日立製作所 1両 信越化学工業（コタサ6102）
- 昭和49年度 - 1両
  - 富士重工業 1両 信越化学工業（コタサ6103）

## タキ6800形
タキ6800形は1961年（昭和36年）4月18日に富士重工業にて1ロット2両（コタキ6800, コタキ6801）が製作された塩化メチレン専用30 t 積タンク車である。
記号番号表記は、特殊標記符号「コ」（全長 12 m 以下）を前置し「コタキ」と標記する。
三井化学が所有し笠寺駅を常備駅として運用された。その後社名は三井東圧化学へ変更になった。
タンク体材質は積荷の純度保持のためステンレス鋼製で、ドーム付きの直胴タイプである。タンク体上部には荷卸し時にタンク内部へ流入する空気の除湿のため、吸湿装置が設けられている。
荷役方式はタンク上部に設けられた液入管からの上入れ、吐出管による下出し方式である。
全長は10,300 mm、全幅は2,400 mm、全高は3,872 mm、台車中心間距離は6,200 mm、自重は17.0 t、換算両数は積車5.0、空車1.8である。台車はベッテンドルフ式のTR41Cであった。
1973年（昭和48年）2月22日にコタキ6800は富士重工業にてタキ6810形へ改造された。
1974年（昭和49年）3月4日にコタキ6801が廃車となり、形式消滅した。製造より13年と短命であった。

### タキ6810形
タキ6810形は1973年（昭和48年）2月22日に富士重工業にてタキ6800形コタキ6800より改造されたクロロホルム専用33 t 積タンク車である。
クロロホルムを専用種別とする貨車は本形式の他にはタキ9000形（35 t 積、36両）1形式があるのみである。
改造内容は吐出管による下出し方式であったものを、乾燥窒素加圧使用による液出管からの上出し方式に変更したことである。
記号番号表記は、特殊標記符号「コ」（全長 12 m 以下）を前置し「コタキ」と標記する。

三井東圧化学が所有し笠寺駅を常備駅として運用されたが、1年後の1974年（昭和49年）12月11日に廃車となり同時に形式消滅となった。

## タキ24600形
タキ24600形は1974年（昭和49年）7月18日に日本車輌製造にて1両（コタキ24600）のみが製作された塩化メチレン専用35 t 積タンク車である。
記号番号表記は、特殊標記符号「コ」（全長 12 m 以下）を前置し「コタキ」と標記する。
落成時の所有者は旭硝子であり浜五井駅を常備駅として運用された。その後所有者は関西化成品輸送→日本石油輸送→関西化成品輸送と変遷した。
タンク体材質は積荷の純度保持のためステンレス鋼製で、ドーム無しの直胴タイプであり、保冷のための断熱方法は厚さ100 mmのグラスウール方式であった。
荷役方式はタンク上部に設けられた液入管からの上入れ、乾燥空気使用による液出管からの上出し方式である。
1979年（昭和54年）10月に制定された化成品分類番号では、96（有害性物質、毒性のあるもの）が標記された。
全長は11,700 mm、全幅は2,587 mm、全高は3,782 mm、台車中心間距離は7,600 mm、自重は17.3 t、換算両数は積車5.0、空車1.6である。台車はベッテンドルフ式のTR41E-13であった。
1987年（昭和62年）4月の国鉄分割民営化時にはJR貨物に継承され、1995年（平成7年）度末時点では健在であったが、2003年（平成15年）度に廃車となり同時に形式消滅となった。